# Музыка Нигерии
Музыка Нигерии (англ. Music of Nigeria) — народные и популярные музыкальные произведения в Нигерии. Стиль народной музыки связан с множеством этнических групп в стране, у каждой из которых есть свои музыкальные инструменты и песни. Мало что известно о музыкальной истории страны до начала колонизации европейцами, хотя судя по найденным свидетельствам на раскопках, начиная с 16 и 17 веков на различных предметах были нанесены изображения музыкантов и их инструментов.

## Обзор
Нигерию называют «Сердцем африканской музыки» из-за её роли в развитии западно-африканского хайлайфа и музыки пальмового вина, которые сочетают в себе характерные африканские ритмы. В Нигерии также популярны музыкальные течения из Конго. Музыка Нигерии получила международное признание не только в области народной, но и популярной музыки. Одним из самых известных музыкантов Нигерии является Фела Кути.
Полиритмия, когда один исполнитель играет в другом размере, нежели остальные, являются частью традиционной африканской музыки; Нигерия не является исключением. Также применяется гемиола, ритмический приём, при котором трёхдольный метр изменяется на двудольный путём переноса акцентов в такте.
Нигерия имеет одни из самых передовых студий звукозаписи в Африке, и обеспечивает надёжные коммерческие возможности для музыкальных исполнителей. Ронни Грэм, историк, который специализируется на Западной Африке, описал успех нигерийской музыкальной индустрии как «жажду эстетического и материального успеха; ненасытный аппетит к жизни, любви и музыки огромный внутренний рынок, достаточно большой, чтобы поддерживать артистов, которые поют на региональных языках и экспериментировать с коренными стилями». Тем не менее, коррупция и разгул пиратской деятельности в Нигерии препятствует росту производства.